# Kalilumpang
Kalilumpang is een bestuurslaag in het regentschap Kendal van de provincie Midden-Java, Indonesië. Kalilumpang telt 2312 inwoners (volkstelling 2010).